# لیبرو د رینتسو
لیبرو د رینتسو (ایتالیایی: Libero De Rienzo؛ زادهٔ ۲۴ فوریهٔ ۱۹۷۷) هنرپیشه، فیلم‌نامه‌نویس و تدوین‌گر اهل ایتالیا بود.
از فیلم‌هایی که وی در آن نقش داشته‌است می‌توان به دختر چاق، بنزین، و من ناپلئون را کشتم اشاره کرد.
د رینتسو در شب ۱۵ ژوئیه ۲۰۲۱ در ۴۴ سالگی در یک حملهٔ قلبی در خانه‌اش در رم درگذشت. دادستانی رم پروندهٔ تحقیقاتی را به منظور بررسی مرگ به عنوان نتیجه‌ای از یک جرم را باز کرد. یک کالبد شکافی مشخص کرد که احتمالاً دارو استفاده شده بود. در ۳۰ سپتامبر، ۲۰۲۱، تأیید شد که او از یک مصرف تصادفی بیش از حد مواد مخدر درگذشته است.

## فیلم‌شناسی
| سال  | فیلم                                             | نقش                     | یادداشت‌ها و جوایز                                                         |
| ---- | ------------------------------------------------ | ----------------------- | ------------------------------------------------------------------------- |
| ۱۹۹۹ | The Road of the Angels جاده فرشتگان              | آنجلو                   |                                                                           |
| ۱۹۹۹ | Asini آسینی                                      | کشیش جوان               |                                                                           |
| ۲۰۰۱ | دختر چاق                                         | فرناندو                 |                                                                           |
| ۲۰۰۱ | مارادونای مقدس                                   | بارت                    | دیوید دی دوناتلو بهترین بازیگر نقش مکمل مرد                               |
| ۲۰۰۲ | Gioco con la morte من با مرگ بازی می‌کنم          | ماتیا                   |                                                                           |
| ۲۰۰۴ | رفت و برگشت                                      | دانته کروچیانی          |                                                                           |
| ۲۰۰۵ | Blood, Death Does Not Exist خون، مرگ وجود ندارد  | آدریان                  | جشنواره فیلم بروکلین - بهترین ویژگی جشنواره فیلم بروکلین - آفتاب‌پرست بزرگ |
| ۲۰۰۷ | Milano-Palermo: The Return میلانو پالرمو: بازگشت | لیبرو پرویتی            |                                                                           |
| ۲۰۰۹ | فورت آپاچی ناپل                                  | جانکارلو سیانی          | نامزد - جایزه دیوید دی دوناتلو بهترین بازیگر مرد                          |
| ۲۰۱۱ | کریپتونیت!                                       | سالواتوره               |                                                                           |
| ۲۰۱۳ | عسل                                              | سالواتوره               |                                                                           |
| ۲۰۱۴ | هر زمان که بخواهم می‌توانم ترک کنم                | بارتولومئو بونلی        | نامزد- دیوید دی دوناتلو بهترین بازیگر نقش مکمل مرد                        |
| ۲۰۱۵ | من ناپلئون را کشتم                               | بیاجیو                  |                                                                           |
| ۲۰۱۶ | ماشین کاری                                       | آنتونیو پینا            |                                                                           |
| ۲۰۱۷ | هر زمان که بخواهم می‌توانم ترک کنم: کلاس مستر     | بارتولومئو بونلی        |                                                                           |
| ۲۰۱۷ | هر زمان که بخواهم می‌توانم ترک کنم: به افتخار     | بارتولومئو بونلی        |                                                                           |
| ۲۰۱۸ | بی پروا                                          | بازرس بارتولومئو وانزتی |                                                                           |
| ۲۰۱۹ | دو پاپ                                           | روبرتو                  |                                                                           |